# Лакона (Њујорк)
Лакона (енгл. Lacona) град је у америчкој савезној држави Њујорк.

## Демографија
По попису из 2010. године број становника је 582, што је 8 (-1,4%) становника мање него 2000. године.
| Група             | 2000.       | 2010.       |
| Белци             | 575 (97,5%) | 562 (96,6%) |
| Афроамериканци    | 1 (0,2%)    | 4 (0,7%)    |
| Азијати           | 2 (0,3%)    | 4 (0,7%)    |
| Хиспаноамериканци | 7 (1,2%)    | 9 (1,5%)    |
| Укупно            | 590         | 582         |